# Lithacodia glaucopis
Lithacodia glaucopis är en fjärilsart som beskrevs av George Francis Hampson 1894. Lithacodia glaucopis ingår i släktet Lithacodia och familjen nattflyn. Inga underarter finns listade i Catalogue of Life.